# Myrmobomyia malayana
Myrmobomyia malayana is een vliesvleugelig insect uit de familie Eulophidae. De wetenschappelijke naam is voor het eerst geldig gepubliceerd in 2005 door Gumovsky & Boucek.